# 韓杲
韓杲（1543年—？），字汝素，號受軒，河南汝寧府光州光山縣人，民籍，明朝政治人物。

## 生平
隆慶元年（1567年）丁卯科河南鄉試第三十六名舉人。隆慶五年（1571年）中式辛未科會試第一百九十七名，三甲第二百五十一名進士。兵部觀政，授登州府推官，萬曆五年（1577年）升户部主事，丁憂歸。十年复除工部，十四年升临清砖厂员外郎，十五年养病，卒。

## 家族
曾祖韓彥華；祖父韓汴；父韓文宣，母彭氏；繼母鄢氏。具庆下。